# Tuscarawas River
Der Tuscarawas River ist einer der beiden Quellflüsse des Muskingum River.
Von der Quelle zur Mündung fließt er auf einer Länge von 209 km durch den Nordosten des US-Bundesstaates Ohio. Über den Muskingum River und im weiteren Verlauf den Ohio River fließt das Wasser des Stroms zum Mississippi und gehört somit zum Einzugsgebiet des Mississippi.

## Verlauf
Die Quelle des Tuscarawas liegt südwestlich von Hartville, Ohio. Er fließt zunächst in westlicher Richtung und erreicht nach einigen Kilometern die aus der letzten Eiszeit stammenden Portage Lakes südlich von Akron und Barberton, Ohio. Bis dahin fließt der Fluss eher westwärts, ab hier eher in südliche Richtung unter anderem durch das nach ihm benannte Tuscarawas County. Er passiert dabei die folgenden Städte und Gemeinden: Clinton, Canal Fulton, Massillon, Navarre, Bolivar, Zoar, Dover und schließlich New Philadelphia.
Bei der Stadt New Philadelphia biegt die Flussrichtung wieder zunächst in südwestliche, später westliche Richtung ab. Im weiteren Verlauf durchquert er weitere Städte und Gemeinden des Tuscarawas County wie Gnadenhutten, Port Washington und schließlich Newcomerstown. Bei letztgenannter Stadt im Südwesten des Tuscarawas County tritt der Fluss in das benachbarte Coshocton County, Ohio, über, wo es alsbald mit dem Walhonding River nahe der Stadt Coshocton zusammenfließt. Nach dem Zusammenfluss nennt sich der Fluss im weiteren Verlauf Muskingum River.
Von Barberton flussabwärts verlief der zwischen 1828 und 1830 angelegte Ohio and Erie Canal parallel zum Tuscarawas River. In den 1850ern verlor dieser aber nach dem Aufkommen der Eisenbahn wieder an Bedeutung. Nach einem Hochwasser im Jahr 1913 war der Kanal endgültig nicht mehr als Schifffahrtsweg zu nutzen. Teile des parallel zu Kanal und Fluss verlaufenden Treidelwegesroute sind erhalten geblieben und dienen nun als Wander- und Fahrradwege.

## Frühere Namen
Der Tuscarawas River tauchte in der Geschichte der USA nicht immer unter seinem heutigen Namen auf. Vielmehr trug er eine Anzahl verschiedener Bezeichnungen. So wurde er in der Vergangenheit lange Zeit als Little Muskingum River bezeichnet, in Anlehnung an den im weiteren Verlauf daraus hervorgehenden Muskingum River. Außerdem tauchen sind auch folgende Namen für den Fluss belegt: Little Mashongam River, Tuscarawa River und Tuskarawas Creek.
Der heutige Name wurde von einem ehemaligen indianischen Dorf übernommen. Dessen Name Tuscarawas bedeutete so viel wie alter Ort und wurde von Europäischen Siedlern auf den Fluss ebenso übertragen wie auf das gleichnamige County und den gleichnamigen Ort.

## Nebenflüsse
Der Tuscarawas River ist der Vorfluter folgender Wasserläufe:
- Chippewa Creek, Mündung nahe Clinton, Ohio;
- Sandy Creek, Mündung nahe Bolivar;
- Conotton Creek, Mündung südlich von  Zoarville, Ohio;
- Sugar Creek, Mündung bei Dover, Ohio;
- Stillwater Creek nördlich der Stadt Tuscarawas;
- Nimishillen Creek, ein erwähnenswerter Nebenfluss des Sandy Creek, entwässert  Canton, Ohio.[5]

## Ergänzende Daten
An der Messstelle des United States Geological Survey nahe dem Ort Newcomerstown wird die Menge des abfließenden Wassers im Tuscarawas River ermittelt. Zwischen 1922 und 2005 betrug die durchschnittliche Wassermenge, die pro Sekunde flussabwärts strömt, 73 m³/s.
Die höchste je gemessene Durchflussmenge betrug dagegen 1325 m³/s. Diese wurde am 26. Januar 1937 ermittelt.
Die niedrigste je gemessene Durchflussmenge betrug im Gegensatz dazu lediglich 6 m³/s. Dies wurde am 15. August 1944 gemessen.
Die Quelle des Flusses liegt 224 Meter höher als die Mündung zum Muskingum River. Bei einer Länge von 209 km ergibt sich daraus ein durchschnittliches Gefälle des Tuscarawas River von 0,98 m/km.